# I liga 1983-1984 (pallacanestro maschile)
La I liga 1983-1984 è stata la 50ª edizione del massimo campionato polacco di pallacanestro maschile. La vittoria finale è stata ad appannaggio del Lech Poznań.

## Risultati

### Stagione regolare
|     | Squadra            | G  | V  | P  | PF   | PS   | Pt. | Qualificazione       |
| --- | ------------------ | -- | -- | -- | ---- | ---- | --- | -------------------- |
| 1.  | Lech Poznań        | 22 | 16 | 2  | 1764 | 1460 | 34  | girone finale        |
| 2.  | Wisła Cracovia     | 22 | 13 | 5  | 1707 | 1517 | 31  | girone finale        |
| 3.  | Zagłębie Sosnowiec | 18 | 13 | 5  | 1469 | 1377 | 31  | girone finale        |
| 4.  | Górnik Wałbrzych   | 18 | 11 | 7  | 1577 | 1413 | 29  | girone finale        |
| 5.  | Śląsk Breslavia    | 18 | 9  | 9  | 1508 | 1533 | 27  | girone finale        |
| 6.  | Gwardia Breslavia  | 18 | 9  | 9  | 1489 | 1540 | 27  | girone finale        |
| 7.  | Wybrzeże Danzica   | 18 | 7  | 11 | 1519 | 1559 | 25  | girone retrocessione |
| 8.  | Resovia Rzeszów    | 18 | 6  | 12 | 1399 | 1591 | 24  | girone retrocessione |
| 9.  | Bobry Bytom        | 18 | 5  | 13 | 1422 | 1674 | 23  | girone retrocessione |
| 10. | Legia Varsavia     | 18 | 3  | 15 | 1525 | 1568 | 21  | girone retrocessione |

### Girone retrocessione
|     | Squadra          | G  | V  | P  | PF   | PS   | Pt. | Qualificazione        |
| --- | ---------------- | -- | -- | -- | ---- | ---- | --- | --------------------- |
| 7.  | Legia Varsavia   | 30 | 14 | 16 | 2585 | 2457 | 44  |                       |
| 8.  | Bobry Bytom      | 30 | 12 | 18 | 2211 | 2397 | 42  |                       |
| 9.  | Wybrzeże Danzica | 30 | 10 | 20 | 2422 | 2559 | 40  | retrocesse in II liga |
| 10. | Resovia Rzeszów  | 30 | 7  | 23 | 2317 | 2694 | 37  | retrocesse in II liga |

### Girone finale
|    | Squadra            | G  | V  | P  | PF   | PS   | Pt. |
| -- | ------------------ | -- | -- | -- | ---- | ---- | --- |
| 1. | Lech Poznań        | 28 | 22 | 6  | 2648 | 275  | 50  |
| 2. | Wisła Cracovia     | 28 | 19 | 9  | 2654 | 2375 | 47  |
| 3. | Zagłębie Sosnowiec | 28 | 19 | 9  | 2296 | 2158 | 47  |
| 4. | Górnik Wałbrzych   | 28 | 19 | 9  | 2453 | 2281 | 47  |
| 5. | Gwardia Breslavia  | 28 | 12 | 16 | 2325 | 2249 | 40  |
| 6. | Śląsk Breslavia    | 28 | 10 | 18 | 2353 | 2414 | 38  |

| I liga 1983-1984      |
| --------------------- |
| Lech Poznań 9º titolo |

## Formazione vincitrice
| N° | Naz.               | Ruolo | Sportivo           |  | Alt. |  |
| -- | ------------------ | ----- | ------------------ |  | ---- |  |
|    | Polonia (bandiera) | C     | Zbigniew Bogucki   |  | 203  |  |
|    | Polonia (bandiera) | A     | Dariusz Garstka    |  | 195  |  |
|    | Polonia (bandiera) | C     | Jarosław Jechorek  |  | 209  |  |
|    | Polonia (bandiera) | AP    | Jacek Jóźwiak      |  | 196  |  |
|    | Polonia (bandiera) | AP    | Tomasz Kiełpiński  |  | 198  |  |
|    | Polonia (bandiera) | P     | Eugeniusz Kijewski |  | 186  |  |
|    | Polonia (bandiera) | G     | Andrzej Lisztwan   |  | 187  |  |
|    | Polonia (bandiera) | A     | Ireneusz Mulak     |  | 195  |  |
|    | Polonia (bandiera) | GA    | Marek Plewiński    |  | 195  |  |
|    | Polonia (bandiera) | P     | Grzegorz Pluciński |  | 185  |  |
|    | Polonia (bandiera) | G     | Tomasz Szafrański  |  | 196  |  |
|    | Polonia (bandiera) | A     | Marek Zboralski    |  | 197  |  |
|    | Polonia (bandiera) | All.  | Wojciech Krajewski |  |      |  |

## Premi e riconoscimenti
- MVP stagione regolare:  Krzysztof Fikiel, Wisła Cracovia